# Ellen Cleghorne
Ellen Cleghorne, född 29 november 1965 i Brooklyn i New York, är en amerikansk skådespelare och komiker.
Cleghorne är bland annat känd för att ha varit en del av skådespelarensemblen i sketchprogrammet Saturday Night Live från 1991 till 1995. Efter att hon lämnat programmet spelade hon i självbetitlade sitcom-serien Cleghorne! som sändes under en säsong 1995.
År 2014 berättade Cleghorne i en intervju att hon höll på att ta en filosofie doktors-examen i "performance studies" vid New York Universitys Tisch School of the Arts.

## Filmografi i urval
- 1991–1995 – Saturday Night Live (TV-serie)
- 1995 – Cleghorne! (TV-serie)
- 1995 – Familjen Perez
- 1996 – Mr. Wrong
- 1996 – Hej Gud
- 1998 – Armageddon
- 2000 – Little Nicky
- 2000 – The Million Dollar Hotel
- 2000 – Coyote Ugly
- 2001 – Tjocka släkten
- 2013 – Grown Ups 2